# Цесьле (Пйотрковський повіт)
Цесьле (пол. Cieśle) — село в Польщі, у гміні Ленки-Шляхецькі Пйотрковського повіту Лодзинського воєводства.
Населення — 117 осіб (2011).
У 1975-1998 роках село належало до Пйотрковського воєводства.

## Демографія
Демографічна структура станом на 31 березня 2011 року:
|          | Загалом | Допрацездатний вік | Працездатний вік | Постпрацездатний вік |
| -------- | ------- | ------------------ | ---------------- | -------------------- |
| Чоловіки | 63      | 12                 | 46               | 5                    |
| Жінки    | 54      | 12                 | 21               | 21                   |
| Разом    | 117     | 24                 | 67               | 26                   |